# Закарбаал
Закарбаал (Чекер-Баал; финик. Zakar-Ba‘al) — царь Библа в первой половине XI века до н. э.; упоминается в древнеегипетской повести «Путешествия Уну-Амона».

## Биография

### Путешествия Уну-Амона

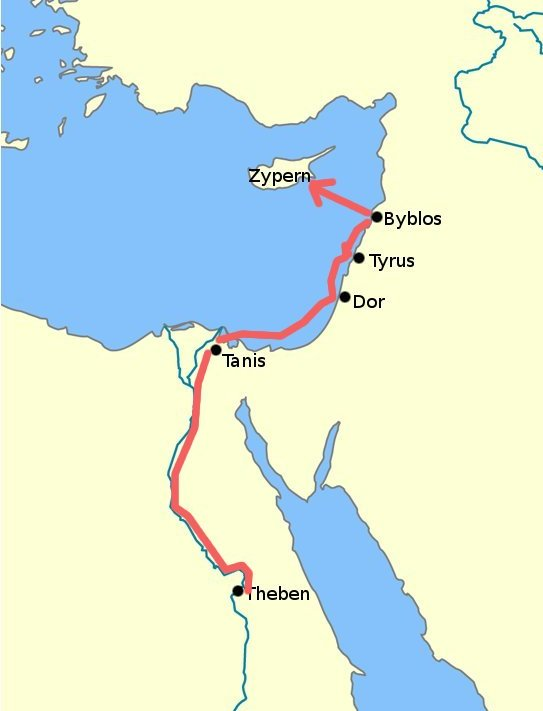
Маршрут путешествий Уну-Амона

Уну-Амон — один из египетских жрецов, отправленный в первой половине XI века до н. э. (возможно, в 1066 году до н. э.) верховным жрецом Херихором в Библ для покупки кедровой древесины, необходимой для строительства священной ладьи бога Амона.
Преодолев по пути ряд опасностей и трудностей, Уну-Амон прибыл в Библ, где правителем был Закарбаал. Тот по неуказанным в повествовании причинам очень нерадушно встретил египетского посланца: Уну-Амона 29 дней продержали в библском порту, и ежедневно царь присылал к нему людей с требованием покинуть свои владения. Когда же после «божественных знамений» Уну-Амон был допущен к царю, тот заявил, что не предоставит кедров, пока египтянин не оплатит все связанные с этими работами издержки. В качестве подтверждения своих слов Закарбаал предъявил Уну-Амону документы, в которых было написано, что при отце и деде библского царя фараоны всегда платили за доставку в Египет кедровых деревьев. Только после того как Уну-Амон отослал в Танис письмо с просьбой прислать необходимые для оплаты древесины товары, Закарбаал отправил в горы Леванта 300 работников и тягловый скот для доставки леса в порт Библа.
Вскоре после этого в Библ из Дора приплыли посланцы правителя чекеров, наместника Закарбаала, потребовавшие от царя выдать ему Уну-Амона для казни, а прибывшие за древесиной египетские суда уничтожить. По словам чекеров, египетские корабли могли быть использованы их врагами. Уну-Амон же был обвинён в незаконной конфискации у жителей Дора 30 фунтов серебра, необходимых ему для дальнейшего путешествия. С согласия совета библских старейшин Закарбаал отказал чекерам в их требовании. Однако опасаясь вызвать недовольство одного из своих подданных, царь Библа поспешно отпустил Уну-Амона, снабдив его продовольствием и деньгами, а чекерам посоветовал захватить египетского посланника уже в море.
Уну-Амону удалось избежать пленения чекерами, но попав на Кипр, он подвергся нападению местных жителей, по непонятной причине собравшихся убить его. На этом повествование в папирусе (Papyrus Pushkin 120), содержащем «Путешествия Уну-Амона», обрывается.

### Современные исследования

Финикия

Большинство современных востоковедов с доверием относится к фактам, изложенным в «Путешествиях Уну-Амона». Критике подвергаются только некоторые детали повествования, но в целом считается, что сочинение довольно точно сообщает о политической ситуации, сложившейся в Египте и Финикии в первой половине XI века до н. э. В том числе, абсолютное доверие вызывает упоминаемый в сочинении факт обретения самостоятельности правителями отдалённых областей Египетского царства (таких как Библ), до того бывших в полном подчинении фараонов. Причиной этого считается упадок влияния властителей Египта при последних представителях династии Рамсесидов.
Согласно «Путешествияю Уну-Амона», дед и отец Закарбаала правили Библом на правах египетских наместников, однако уже при втором из них началось обособление библских царей от правителей Египта. Ко времени прибытия Уну-Амона в Библ царь Закарбаал считал себя вполне самостоятельным владетелем, имевшим все возможности игнорировать распоряжения таких египетских властителей, как правитель Фив Херихор. Вопреки ранее существовавшему обычаю, царь Библа отказался сразу же встретиться с египетским посланцем, а затем дал согласие на отправку древесины только после получения «подарков» от пославших Уну-Амона лиц.
Сам Закарбаал представлен в «Путешествиях Уну-Амона» очень влиятельной персоной, обладавшей большой властью на подчинённых ему землях. При этом во владения царя Библа входили не только город и его окрестности, но и более отдалённые области. Одним из таких подчинённых Закарбаалу городов был Дор, где правил «наместник» библского царя из народа чекеров (по мнению историков, это могли быть потомки одного из народов моря — сикулов или тевкров). При Закарбаале библские купцы поддерживали тесные торговые связи с Египтом, финикийскими городами (в том числе, с Сидоном, где находилась стоянка библских военных кораблей) и, вероятно, с Кипром. Библ в то время — город, обладавший большим торговым портом, главный экспортёр ливанского кедра в Египет, и самый богатый из всех финикийских городов-государств.
Предполагается, что Закарбаал тождественен тому неназванному по имени царю Библа, на которого ассирийский правитель Тиглатпаласар I наложил дань. Одновременно с библским царём данниками Ассирии стали жители Сидона и Арвада. Возможно, негостеприимство Закарбаала в отношении посланца египетского фараона было вызвано нежеланием обострять отношения с ассирийцами.
Предполагается, что уже вскоре могущество правителей Библа стало снижаться, и к концу XI века до н. э. наиболее влиятельными из финикийских властителей стали цари Тира. Первые же предпосылки к этому возникли ещё во время нахождения Уну-Амона в Библе, когда Закарбаал не смог положить конец враждебности подчинённых ему чекеров к посланцу фараона.
О том, кто был непосредственным преемником Закарбаала на престоле, сведений в древних источниках не сохранилось. Следующим известным по имени библским царём был Ахирам, правление которого датируется приблизительно рубежом XI и X века до н. э.